# Parahyocrinus
Genre
Parahyocrinus est un genre de crinoïdes abyssaux la famille des Hyocrinidae.

## Liste des espèces
Selon World Register of Marine Species (18 décembre 2023) :
- Parahyocrinus biscoitoi (Roux, 2004) -- Pacifique
- Parahyocrinus claguei Roux, 2017 -- Côte ouest de l'Amérique du Nord
- Parahyocrinus cyanae (Bourseau, Améziane-Cominardi, Avocat & Roux, 1991) -- Nouvelle-Calédonie
- Parahyocrinus giganteus (Roux & Pawson, 1999) -- Pacifique central

## Systématique
Le nom valide complet (avec auteur) de ce taxon est Parahyocrinus Roux (d) (in Roux & Messing (d), 2017).

## Publication originale
- (en) Michel Roux et Charles G. Messing, « Stalked crinoids collected off California with descriptions of three new genera and two new species of Hyocrinidae (Echinodermata) », Pacific Science, Honolulu, vol. 71, no 3,‎ 1er juillet 2017, p. 329-365 (ISSN 0030-8870, e-ISSN 1534-6188, lire en ligne).